# 角瘤唇鯔
角瘤唇鯔（學名：Oedalechilus labiosus）為輻鰭魚綱鯔形目鯔科的其中一種，分布於印度太平洋區，從紅海至馬紹爾群島，北從日本南部至澳洲大堡礁、新喀里多尼亞海域，另也包括地中海，體長可達40公分，棲息在沿海珊瑚礁海域、潟湖，成群活動。

## 擴展閱讀
維基物種上的相關：角瘤唇鯔